# 2015 új világörökségi helyszínei
Az UNESCO Világörökség Bizottsága a 2015. június 28-án kezdődött bonni ülésszakán a következő helyszíneket nyilvánította a világörökség részévé:
| | San Antonio ferences missziói |
| Amerikai Egyesült Államok |                               |
| Kulturális (II) |                               |
| Védett terület: 300,8 ha, puffer zóna: 2 068 ha, hivatkozás: 1466 |                               |
| A helyszín öt határmenti missziós épületegyüttesből áll a San Antonio folyó közelében a jelenlegi Texas állam déli részén. Az épületegyütteseket, ahol a templomok mellett farmok, gabonatárolók, falak, műhelyek, vízelosztó rendszerek is vannak ferences rendi hittérítő szerzetesek hozták létre a 18. században. Bár a missziókat egymástól függetlenül alapították, mégis kevesebb mint öt kilométerre helyezkednek el egymástól és közös védelmi rendszerük volt. Az épületcsoportok fejlődtek, különösen a 19. században építettek hozzájuk kiegészítő elemeket. Egyes részeiket még a 20. században is bővítették és modernizálták. A San José misszió kivételével későbbi épületrészek világosan elkülönülnek az eredeti épületelemektől, amelyeken világosan felismerhetőek a korabeli építőanyagok és -technikák. Az öt templomból négy jelenleg is templomként üzemel, a kiegészítő épületek azonban nagyrészt elvesztették eredeti funkciójukat. |                               |

| | Morvaországi eredetű egyházi települések, Christiansfeld |
| Dánia, az Amerikai Egyesült Államok, az Egyesült Királyság és Németország közös világörökségi helyszíne |                                                          |
| Kulturális (III)(IV) |                                                          |
| Védett terület: 21,2 ha, puffer zóna: 384,6 ha, hivatkozás: 1468 |                                                          |
| A Dél-Jütlandon fekvő Christiansfeld városát a Herrnhuti testvérgyülekezet alapította 1773-ban. Épületei kialakításakor és elrendezésekor kifejezésre juttatták egyházuk társadalmi és etikai normáit. A település a legjobb állapotban megmaradt egy központi templomtér köré kialakított kolónia Észak-Európában. A város rendkívül jó állapotú, két kelet-nyugati irányú érintő mellett kialakított épületekből áll, amihez a városon kívül jelölték ki a temető helyét. Az egységes kialakítású, dísztelen egy- vagy kétszintes téglaépületeket piros cserepekkel fedték be, és külön házakat emeltek a gyülekezet árva és egyedülálló tagjainak. A nagyrészt eredeti városszerkezetben látható épületek többsége az 1830-as évekből származik, egy részüket ma is használják. A Herrnhuti testvérgyülekezet napjainkban is jelen van Dániában és jelentős segítséget nyújt a helyszín megőrzéséhez. 2024-ben a helyszínt három másik egyházi településsel egészítették ki, ezek Herrnhut (Németország), Bethlehem (Amerikai Egyesült Államok) és Gracehill (Egyesült Királyság). |                                                          |

| | Észak-Zealand királyi vadászterületei |
| Dánia |                                       |
| Kulturális (II)(IV) |                                       |
| Védett terület: 4 543 ha, puffer zóna: 1 612,7 ha, hivatkozás: 1469 |                                       |
| A helyszínhez korábban királyi vadászatokra fenntartott Store Dyrehave és Gribskov erdők, az ezeket összekötő utak maradványai és egy királyi vadászpark tartoznak. Eredetileg a királyi vadászatokra sokkal nagyobb területeket tartottak fenn, benne kastélyokkal. A vadászterületek mesterségesen kialakított kultúrtájak, amelyeket az udvari vadászatok igényeihez igazítottak. Kialakításukkor francia és német mintákat vettek alapul, csillag alakú elrendezést alkalmaztak, ami az uralkodónak a természet feletti szimbolikus hatalmát jelképezte. Az utak és épületek mellett a tájékozódást segítő számozott köveket és jelzéseket állítottak, kerítéseket építettek, az utakat számokkal látták el. A vadászterületek később állami tulajdonba kerültek. A korabeli térképek alapján megállapítható, hogy az erdők és a főbb útvonalak ma is úgy helyezkednek el mint kialakításuk idején. |                                       |

| | Forth Bridge |
| Egyesült Királyság |              |
| Kulturális (I)(IV) |              |
| Védett terület: 7,5 ha, hivatkozás: 1485 |              |
| A Kelet-Skóciában 1890-ben megnyitott Firth of Forth tengeröböl feletti Forth Bridge vasúti híd Fife megyét köti össze Edinburgh városával. 1890. március 4-én nyílt meg a forgalom számára. Teljes hossza 2528 méter, legnagyobb támaszköze 520 méter. Felavatásakor ez volt a világ legkorábbi nagyméretű többszörös támaszközű konzolos hídja, 28 évig a világ leghosszabb hídja volt, és jelenleg is a leghosszabbak közé tartozik. Építésekor 54 ezer tonna lágyacélt, a korban viszonylag újdonságnak számító anyagot is felhasználtak. A híd legmagasabb pontjai a tornyok, ezek a gránit talapzat pilléreitől számítva elérik a 110 méteres magasságot. A tartókonzolok 207 métere nyúlnak el a tornyoktól és 107 méternyi felfüggesztett hídelemek kötötték össze őket. A jelenleg is nagy forgalmú híd gyakorlatilag teljes egészében megőrizte eredeti formáját és napjainkban is jelentős összekötő szerepét. |              |

| | Champagne borrégió |
| Franciaország |                    |
| Kulturális (III)(IV)(VI) |                    |
| Védett terület: 1 101,72 ha, puffer zóna: 4 251,16 ha, hivatkozás: 1465 |                    |
| A helyszínhez azok a területek tartoznak ahol a 17. század elején kifejlesztették a habzóbor készítésének technikáját és ahol ipari méretekben kezdték gyártani a 19. században. Három fő részből áll, a szőlővel beültetett domboldalakból, a konkrét gyártási helyekből (pincékkel együtt), és az értékesítési pontokból (házakból). A pezsgőt a 18. századtól kezdve exportálták a világ minden tájára. A fellendülő kereskedelem újfajta várostervezést igényelt, ahol gyakorlati szempontok mellett meg kellett oldani az áruk bemutatását is. Új körzetek épültek ki a gyártási és értékesítési helyek körül ahonnan elérhetőek voltak az ültetvények és a kereskedelmi utak is. Ezek a települések eredeti határaikon belül jó állapotban maradtak meg, a táj viszonylag keveset változott és az épített örökség is nagyrészt fennmaradt. A pincéket jelenleg is használják. A térség története és fejlődése a nagyszámú fennmaradt dokumentum alapján jól rekonstruálható. |                    |

| | Climats, Burgundia |
| Franciaország |                    |
| Kulturális (III)(V) |                    |
| Védett terület: 13 219 ha, puffer zóna: 50 011 ha, hivatkozás: 1425 |                    |
| A Climats pontosan kimért szőlőparcellák Dijon városától délre egy lejtős területen, Côte de Nuits és Côte de Beaune településeknél. Geológiai viszonyaikban és az itt termelt szőlőfajtákban különböznek egymástól. A kultúrtáj két nagyobb részből áll, az egyik a szőlősök, a hozzájuk tartozó feldolgozó létesítmények amik tükrözik a termelés volumenét, a másik rész Dijon óvárosa a politikai központtal ami lehetővé tette a parcellák kialakítását és a termelést a középkor óta. A középkorban a szőlőművelés a benedek-rendi és cisztercita szerzetesek valamint a Valois hercegek ellenőrzése alatt állt, az itt készült bor a legmagasabb minőséget képviselte. Összesen 1247 climat parcellát jelöltek ki alkalmazkodva a terepviszonyokhoz. A legtöbb parcella a ma napig felismerhető, határaikat utak, kőfalak, kerítések jelölik. A terület az A6 autópálya közelsége és az itt folyó építkezések ellenére nagyrészt meg tudta őrizni integritását. |                    |

| | Mejmand kultúrtáj |
| Irán |                   |
| Kulturális (V) |                   |
| Védett terület: 4 953,85 ha, puffer zóna: 7 24,65 ha, hivatkozás: 1423 |                   |
| A Mejmand kultúrtáj egy félsivatagos, többé-kevésbé önellátó terület Irán középső hegyvonulatainak déli végénél. Lakosai félnomád életmódot folytatnak és pásztorkodásból tartják fenn magukat. Korábban évente négyszer hajtották állataikat új helyre, ez mára háromra csökkent. A délen elterülő legelőknél található lakhelyeiket a tél végétől a tavasz végéig használják, itt kétféle lakóházat alakítottak ki. Kör alaprajzú, félig a földbe mélyített, zsúpfedeles házaik, a hideg és szél ellen védenek, másfajta házaik szárított agyag falúak, kúpos tetejűek, és ágakkal fedettek. Az állatok számára épített istállók szerkezete masszív és kőboltozattal rendelkeznek. Nyáron és kora ősszel használt szálláshelyeik időszakos folyók mellett találhatók, ezek a forróság miatt könnyű szerkezetű házak, a függőleges és vízszintes gerendákból álló tetőszerkezetet fűvel borítják. Itt az állatokat éjjelre tető nélküli, fallal körbevett területekre terelik be. A nyári szálláshelyek közelében a kutatók teraszos földművelés és egy vízimalom maradványait azonosították. Télen a puha sziklából kivájt barlangszerű lakásokban laknak, egymás fölött több, időnként öt lakás is található. Ezek egy-hétszobásak, és egyes részeiket raktározásra is használják. Eddig körülbelül négyszáz ilyen lakást azonosítottak, közülük 123 eredeti állapotában maradt meg. |                   |

| | Szúza |
| Irán |       |
| Kulturális (I)(II)(III)(IV) |       |
| Védett terület: 350 ha, puffer zóna: 600 ha, hivatkozás: 1455 |       |
| Szúza, az ókori Közel-Kelet egyik legrégebbi és legfontosabb városa már az i. e. 5. évezredben is jelentős, feltehetőleg vallási központ volt. Kedvező fekvésének köszönhetően különböző kulturális hatások érték és nemsokára fontos kereskedelmi, adminisztrációs és politikai csomóponttá fejlődött. Szúza egyaránt kapcsolatban volt a mezopotámiai és az Iráni fennsík népeivel is, Elám és az Akhaimenida Birodalom fővárosa volt, ezen kívül fontos találkozási pont a letelepedett városi életmódot folytatott népesség és a nomádok között. A régészeti helyszín feltárása a 19. század közepén kezdődött, az ásatások során eddig 27 településréteget azonosítottak amelyek az i. e. 5. évezred végétől az i. sz. 13. századig datálhatók. Szúza egyike azoknak a feltárt legrégebbi központoknak, ahol az i. e. 5. évezred végén városiasodási folyamat zajlott. 1968 és 1978 között tervszerű ásatásokat folytattak ekkor dokumentálni tudták ennek a letelepedési folyamatnak a menetét és jellegzetességeit. Szúza ma is látható legfontosabb épületmaradványai a lakónegyedek, a kézműves negyed, Dareiosz palotája és az Akropolisz romjai. |       |

| | Bet She’arim nekropolisza |
| Izrael |                           |
| Kulturális (II)(III) |                           |
| Védett terület: 12,2 ha, puffer zóna: 64,3 ha, hivatkozás: 1471 |                           |
| Beth She'arim kiterjedt nekropoliszát az i. sz. 2. században kezdték el kialakítani a Haifa közelében lévő mészkősziklákban. Nem sokkal később, a Bar Kohba-felkelés leverése után a Jeruzsálemen kívüli legjelentősebb zsidó temetővé vált. A sírhelyek kialakítására nagymértékben hatott a klasszikus római művészet, ez emberábrázolásokban, feliratokban és jellegzetes díszítőelemekben nyilvánult meg. Falaikon több nyelven (többek között görög, arámi, héber) írt feliratokat azonosítottak ami a környék kiterjedt kulturális kapcsolatait bizonyítja a Kis-Ázsiával, Mezopotámiával és a nyugati államokkal. A temetőt a 6. századig használták, utána nem törődtek vele. Jelenleg a katakombák egy része látogatható, a temetőt és környékét nemzeti parkká nyilvánították. |                           |

| | Blue and John Crow Mountains |
| Jamaica |                              |
| Vegyes (III)(VI)(X) |                              |
| Védett terület: 26 251,6 ha, puffer zóna: 28 494 ha, hivatkozás: 1356 |                              |
| A világörökségi helyszín egy nagy kiterjedésű nehezen megközelíthető erdős-hegyes terület a sziget délkeleti részén, ami korábban menedéket nyújtott az európai rabszolgatartók elől menekülő indián őslakosoknak, később pedig az Afrikából idehurcolt szökött rabszolgáknak. Ezen a távoli területen sikeres ellenállást folytattak az európai gyarmatosító törekvések ellen. Az erdőben úthálózatot alakítottak ki, rejtekhelyeket, kilátókat és településeket építettek. Ezek összessége alkotja az úgynevezett Nanny Town örökség ösvényt. A környező hegyek komoly spirituális szerepet foglaltak el a menekültek életében, ennek nyomai a mai napig felfedezhetőek a sziget kulturális életében táncok, szertartások és a hagyományos orvoslás formájában. A védett terület összesen 26 200 hektár egy 28 500 hektáros puffer zóna közepén. Tengerszint feletti magassága 850 és 2256 méter között változik, ezért élővilága 9 elkülönülő sávra oszlik. A védett területen számos veszélyeztetett fafélét tartanak számon, ezen kívül gyakoriak a virágzó növények (orchideák, broméliák), valamint a haraszt- és mohafélék. |                              |

| | A Meidzsi-kor ipari műemlékei |
| Japán |                               |
| Kulturális (II)(IV) |                               |
| Védett terület: 306,66 ha, puffer zóna: 2 408,33 ha, hivatkozás: 1484 |                               |
| Az 1868-tól 1912-ig tartó Meidzsi-korban az addig elzárkózó Japán nyitni kezdett a nyugati világ felé és modernizálta ipari termelését is, amit vas- és acélgyártásra, szénbányászatra és hajóépítésre alapozott. A helyszínhez tartozó ipari műemlékek ennek az átalakulásnak három fázisából származnak. Az első fázis az 1850-es és az 1860-as évekhez köthető, ez még a kísérletezés kora volt, főleg a vasgyártásban és hajóépítésben. Ekkor az átalakulást még klánok irányították közvetett módon átvett nyugati technikák felhasználásával. Az 1860-as évektől a fejlődés felgyorsult, a már közvetlenül importált nyugati technológiáknak köszönhetően, majd az 1890-es és az 1910-es évek között érte el csúcspontját, amikor a külföldi módszereket már a japán igényekhez és környezethez igazították. A helyszín huszonhárom elemből áll, ami nyolc különálló helyen található. Közülük hat az ország délnyugati, egy a középső, és egy az északi részén található, egy részük jelenleg is használatban van. |                               |

| | Jordánon túli Betánia |
| Jordánia |                       |
| Kulturális (III)(VI) |                       |
| Védett terület: 294,1 ha, puffer zóna: 957,2 ha, hivatkozás: 1446 |                       |
| Jézus megkeresztelésének pontos helyszíne régóta kutatások tárgya. A hely meghatározását nehezíti, hogy a területet az ókorban többféle néven is ismerték. A helyszínt kora keresztény írók és zarándokok (333-ban egy ismeretlen zarándok Bordeaux-ból, egy Theodosius nevű 530 körül és egy másik zarándok Piacenzából 579-ben) legkorábban a 3. század első felétől hozzák kapcsolatba Jézus megkeresztelésével. Ezen a Jordán folyó keleti oldalán fekvő régészeti lelőhelyen kutatásokat végeztek, majd 2000-ben II. János Pál pápa jordániai utazása során megnyitották a zarándokok és látogatók előtt. A helyszínen egy bazilika, valamint számos, az ókorban a zarándokok részére kialakított épület romjai láthatók. Az ásatások során ezen kívül négy templom, kápolnák, ókeresztény imahelyek, egy bonyolult vízelvezető rendszer és egy bevakolt falú raktárépület maradványait azonosították. A környéken barlangok találhatók, ezek közül az egyikben három apszist alakítottak ki és remetelaknak használták. |                       |

| | Tu-sze területek |
| Kína |                  |
| Kulturális (II)(III) |                  |
| Védett terület: 781,28 ha, puffer zóna: 3 125,33 ha, hivatkozás: 1474 |                  |
| A tu-sze egy örökletes cím volt a 13. és a 20. század között, az a törzsfőnök viselte akit a központi kormány is elismert mint a területet birtokló törzs vezetőjét. Ez az államigazgatási rendszer arra törekedett, hogy egységesítse a központi adminisztrációt, ugyanakkor ne avatkozzon bele a kisebbségben élők szokásaiba és életvitelébe. A helyszín három részből áll az ország délnyugati részén, ezek közül kettő legmagasabb, míg a harmadik egy alacsonyabb rangú tu-sze törzséhez tartozott. A lelőhelyeken erőd, falak, vízelvezető csatornák, temetkezési helyek maradványai láthatók. A maradványok egyes részeit erózió, földcsuszamlások és a heves esőzések is fenyegetik, ezen kívül problémát jelent a turisták számának jelentős növekedése is. |                  |

| | Pekcsei történelmi régió |
| Dél-Korea |                          |
| Kulturális (II)(III) |                          |
| Védett terület: 135,1 ha, puffer zóna: 303,64 ha, hivatkozás: 1477 |                          |
| Az i. e. 18-tól i. sz. 660-ig fennálló Pekcse királyság egyike volt az úgynevezett koreai három királyságnak, világörökségi helyszínnek nyilvánított műemlékei az ország középnyugati részén, hegyes, erdős környezetben találhatók. A történelmi régió nyolc, i. sz. 475 és 660 közé datálható régészeti lelőhelyből áll. Az építményeken, a várostervezésen, a felhasznált anyagokon és építési technikákon erőteljes kínai hatás ismerhető fel, amit az itt élők a saját elképzeléseik szerint finomítottak és tovább terjesztettek Japán és Kelet-Ázsia irányában. A lelőhelyek többek között erődökből, királysírokból, templomokból, pagodákból, városfalakból állnak, templomaik elősegítették a Buddhizmus terjedését kelet felé. Az évszázadok során az építmények jelentős részét kisebb-nagyobb mértékben hagyományos anyagokkal és technológiával kijavították és restaurálták, de a templomok és sírok megőrizték eredeti formájukat. |                          |

| | Tembleque atya vízvezetéke |
| Mexikó |                            |
| Kulturális (I)(II)(IV) |                            |
| Védett terület: 6 540 ha, puffer zóna: 34 820 ha, hivatkozás: 1463 |                            |
| A Francisco de Templeque ferences rendi szerzetesről elnevezett vízvezetékrendszert 1555 és 1572 között építették az ország középső részén, México és Hidalgo államok határán. A 48 kilométer hosszú vízvezetéket ferences rendi szerzetesek építették a helyi indián lakosság segítségével. Formája az ókori római vízvezetékeket veszi alapul, de megjelennek rajta a helyi építészeti jellegzetességek is, például a vályogtégla használata. Legmagasabb pontja 33,84 méter, (a római időktől a 16. századig nem építettek ennél magasabb vízvezeték ívet), leglátványosabb részén egymás mellett 68, összesen 137 ív látható. A vízelosztó rendszerhez ezen kívül vízgyűjtők, források, elsődleges és másodlagos fontosságú vízelvezető csatornák és elosztó tartályok tartoznak. A vízvezeték jelenleg is olyan jó állapotban van, hogy egy ágát napjainkban is használják. |                            |

| | Burhan Haldun szent tájai |
| Mongólia |                           |
| Kulturális (IV)(VI) |                           |
| Védett terület: 443,73 ha, puffer zóna: 271,65 ha, hivatkozás: 1440 |                           |
| A világörökségi helyszín az ország délkeleti részén, a Khentii hegylánc középső vidékén, a nagykiterjedésű közép-ázsiai sztyepp és a szibériai tűlevelű erdők találkozási pontjánál terül el. Az itt élők szentként tisztelték a hegyeket, a folyókat és a sámánizmushoz valamilyen módon kapcsolható kőrakásokat. Vallásos rituáléikban az ősi sámánizmus hagyományai buddhista elemekkel keveredtek. A hagyomány szerint itt született Dzsingisz kán és a térségben található (ismeretlen helyen) a temetkezési helye is. Dzsingisz kán, a mongol nemzeti öntudat megtestesítője elősegítette az itteni hegyek tiszteletéhez kapcsolódó szertartások kialakulását, ami része volt a mongol népek egyesítésére tett erőfeszítéseinek. |                           |

| | A hamburgi Speicherstadt és Kontorhaus negyedek a Chilehausszal |
| Németország |                                                                 |
| Kulturális (IV) |                                                                 |
| Védett terület: 26,08 ha, puffer zóna: 56,17 ha, hivatkozás: 1467 |                                                                 |
| A Speicherstadt (magyarul kb. Raktárváros) egy városi negyed Hamburgban az Elba partján. A 19. században vámraktáraknak épített épületek az 1950-es évekig eredeti funkciójukat töltötték be. A kereskedelmi hajózás átalakulásával elnéptelenedtek, ezért a város döntést hozott az épületek átalakításáról. A Raktárvárosban ma irodák, bankok, galériák és exkluzív lakások találhatóak. Speicherstadt egy csoport kis szigeten épült ki 1885 és 1927 között, majd 1947 és 1967 között részlegesen átépítették. Háromszázezer négyzetméteres kiterjedésével egyike a világ legnagyobb összefüggő történelmi kikötőraktárainak. Tizenöt nagy épülettömbből, kiegészítő építményekből és rövid összekötő csatornákból áll. A modernista Chilehaus mellett álló Kontorhaus-negyed öt hektáron terül el. Fő részei az a hat nagyméretű irodaépítmény amelyek az 1920-as és az 1940-es évek között készültek el a kikötői üzleti adminisztráció ellátására. Az épületek a világkereskedelem 19. és 20. századi robbanásszerű fejlődésének bizonyítékai. |                                                                 |

| | Rjukan és Notodden ipari műemlékei |
| Norvégia |                                    |
| Kulturális (II)(IV) |                                    |
| Védett terület: 4 959,5 ha, puffer zóna: 33 967,6 ha, hivatkozás: 1486 |                                    |
| Az ipari műemlékek a vízenergia létrehozását lehetővé tevő hegyek között helyezkednek el az ország délnyugati részén. Az épületkomplexumot a Norsk-Hydro Company alapította műtrágyagyártás céljára, hogy kielégítsék a 20. század elején a nyugati világban robbanásszerűen megnövekedő igényt az agrártermékek és így a mezőgazdasági termelést segítő anyagok iránt. A helyszín az ipari termelés 20. század elején bekövetkező globalizálódásának egyik példája volt, ahol építése során hasznosították a vízenergia termeléséhez szükséges amerikai és európai kutatási és tudományos eredményeket. Rjukan és Notodden városokban az ipari létesítményeket, az itt dolgozók lakhelyeit és közösségi épületeit vasút és vízi útvonal kötötte össze a kikötőkkel ahol az elkészült terméket hajókra rakták. A fejlett szállítási és előállítási technikák lehetővé tették, hogy az itt előállított termékmennyiség világszinten is jelentős legyen. A helyszín részei a gátak, az alagutak, a villamos vezetékek, a csőhálózat, a gyárépületek, ezek melléképületei, a munkások lakónegyedei, és az ezeket összekötő vasútvonalak. Az épületkomplexumok jó állapotban maradtak fenn, és megmaradásukat nem fenyegeti veszély. |                                    |

| | Az arab-norman Palermo, valamint Cefalù és Monreale székesegyházai |
| Olaszország |                                                                    |
| Kulturális ()()() |                                                                    |
| Védett terület: ha, puffer zóna: ha, hivatkozás: 211 |                                                                    |
| A Szicília északi partvidékén található arab-normann építészeti emlékek közül kilenc egyházi és középület (a palermói Királyi palota a kápolnával, a Zisa-kastély, Monreale, Palermo és Cefalu katedrálisai, a San Giovanni degli Eremiti, Santa Maria dell'Ammiraglio (Martorana), San Cataldo templomok, és az Admirális hídja) tartozik a helyszínhez. A Szicíliai Királyság korai idejéből a Hauteville-ház uralkodása alatt emelt épületeken nyugati, iszlám és bizánci építészeti elemek keverednek, ami bizonyíték a különböző vallások követőinek kulturális kapcsolataira. Építészetükre jellemzőek a részletesen kidolgozott épületelemek és épületszerkezetek, a kifinomult szobrászati és festészeti díszítés valamint a nagy felületeken alkalmazott színes mozaikok. A helyszínhez tartozó épületek jó állapotban maradtak fenn, a szakértők véleménye szerint a mozaikdíszítések is megőrizték eredeti formájukat. Szicília arab-normann építészetének hatása kimutatható Olaszország tirrén-tengeri partvidékén is. |                                                                    |

| | Sziklarajzok a Hail régióban |
| Szaúd-Arábia |                              |
| Kulturális (I)(III) |                              |
| Védett terület: 2043,8 ha, puffer zóna: 3609,5 ha, hivatkozás: 1472 |                              |
| A helyszín két részből áll, az egyik 90 kilométerre északnyugatra fekszik Hail városától , a másik körülbelül 250 kilométerre déli irányba. Mindkét lelőhelyen nagy számban találhatók sziklarajzok és bevésett feliratok, amik Szaúd-Arábia és régió legnagyobb jelentőségű sziklába vésett történelem előtti emlékei. A rajzok keletkezése idején a terület sokkal csapadékosabb volt mint napjainkban, és emberi megtelepedés nyomai tízezer éven keresztül kimutathatók folyóvizek völgyeiben. A rajzok ennek a tízezer évnek a történetét dokumentálják. A térség elsivatagosodása új kihívások elé állította az itt élőket, amelyek az ábrákon is részletesen nyomon követhetők. A képeket egyszerű kőkalapács segítségével vésték a sziklákba. A rajzok megfelelően dokumentáltak és túlnyomó többségük jó állapotban maradt fenn. A rajzokon kívül jelentősek még a helyszínek közelében feltárt régészeti lelőhelyek is. A helyszínek védelme érdekében puffer zónát hoztak létre, a rajzok környékét elkerítették, így próbálják megóvni a vandalizmustól, és további veszélyt jelenthet rájuk a megnövekedett turizmus is. |                              |

| | Szingapúri botanikus kertek |
| Szingapúr |                             |
| Kulturális (II)(IV) |                             |
| Védett terület: 49 ha, puffer zóna: 137 ha, hivatkozás: 1483 |                             |
| A Szingapúr városközpontjában létesített botanikus kertet 1859-ben alapították. A 46 hektáron elterülő kert történetéből rekonstruálható hogyan vált egy brit gyarmati botanikus kert világszínvonalú tudományos intézménnyé, amelynek fő feladata az értékmegőrzés és az oktatás. Az intézmény már 1875 óta a gumifa-ültetvényekhez kapcsolódó kutatások egyik jelentős központja Délkelet-Ázsiában. Másik fontos feladata a trópusi haszon- és dísznövények kutatása, az ezzel kapcsolatos kísérletek elvégzése és az információcsere a többi ezzel foglalkozó központtal. A kert kialakításakor az Egyesült Királyságban található Királyi Botanikus Kertek facsemetéit és palántáit használták fel, ezek szaporításáról már helyben gondoskodtak, és később innen osztották el a növényeket Délkelet-Ázsiába és a világ más részeire is. A kert eredeti szerkezete és épületei napjainkig megmaradtak, ez annak köszönhető, hogy alapítása óta botanikus kertként működött és története során csak a legszükségesebb átalakításokat végezték el. |                             |

| | Diyarbakır citadellája és a Hevsel-kertek |
| Törökország |                                           |
| Kulturális (IV) |                                           |
| Védett terület: 521,23 ha, puffer zóna: 131,72 ha hivatkozás: 1488 |                                           |
| A Törökország délkeleti részén fekvő Diyarbakir citadellája és városfalai a 100 méteres magasságban terülnek el a Tigris folyó völgyében. Az erődítményre azért volt szükség, mert a település nem rendelkezik természetes védelemmel. A várost körülvevő falakat eredetileg a rómaiak építették az i. sz. 3. században, miután a települést elfoglalták a szászánidáktól. A jelenleg látható fekete, bazaltból épített 6 kilométer hosszú városfal a bizánci időkből származik. A 11. század végén, miután a város szeldzsuk fennhatóság alá került a falakat megerősítették. A 72 bástyával tagolt városfal magassága 10 és 12 méter, vastagsága 3 és 5 méter között váltakozik. A bástyák közül a Hét Testvér bástya 1208-ban épült. A várost négy kapun, a Harputi, a Yenikapi, a Mardini és az Urfai kapun keresztül lehet megközelíteni. A kapukat feliratokkal és domborművekkel díszítették. Az óváros mecsetei, templomai és udvarházai közül a legfontosabb épület a iszlám világ egyik szent helyének tartott Nagymecset a 11. század végéről, a Kasim Padisah-dzsámi és a 16. századi Behram Pasa-dzsámi. |                                           |

| | Epheszosz |
| Törökország |           |
| Kulturális (III)(IV)(VI) |           |
| Védett terület: 662,62 ha, puffer zóna: 1 246,3 ha, hivatkozás: 1018 |           |
| Epheszosz, Iónia legfontosabb metropolisza egy görög polisz volt Kis-Ázsia nyugati partvidékén. A Nyugatot a Kelettel összekötő egyik fontos kereskedelmi útvonal mellett feküdt. Fénykorában, az i. sz. 1. században lakosainak száma elérte a félmilliót. A terület már a neolitikum idején, az i. e. 7. évezredtől lakott volt. Az ásatások során mükénéi korból származó leleteket tártak fel, és a települést a hettita források is említik. Később attikai iónok foglalták el és az i. e. 7. században felépült az első Artemisznek szentelt templom. A hellenisztikus korban a régió leggazdagabb településévé vált. I. e. 190-ben római fennhatóság alá került, majd 395-ben a Bizánci Birodalomhoz csatolták. A 7. századtól kezdve elvesztette jelentőségét, a 11. századra falu méretűvé zsugorodott, és a 15. századra teljesen elnéptelenedett. A 20. század második felétől jelentős turistalátványossággá vált. Efeszosz épületei a leégett Artemisz-templom kivételével általában jó állapotban maradtak fenn, köztük Celsus könyvtára (2. század), az odeon (2. század), a piactér és a bazilika, Hadrianus temploma (2. század), a függő házak, a 24000 fő befogadására képes színház (1. század) és az Arkadiana út. |           |

| | Fray Bentos ipari műemlékei |
| Uruguay |                             |
| Kulturális (II)(IV) |                             |
| Védett terület: 273,8 ha, puffer zóna: 2 127,7 ha, hivatkozás: 1464 |                             |
| Az Uruguay folyó partján, az argentin határ melletti Fray Bentos város közelében fekvő ipari létesítmény egy korábbi, 1859-ben húsfeldolgozás céljára alapított épületkomplexum továbbfejlesztése. A gyárat alapanyaggal a közeli, nagy kiterjedésű legelőkön tenyésztett állatok látták el. A helyszínen nyomon követhető a húsfeldolgozás teljes folyamata az alapanyag feldolgozása, csomagolása és szállításra való előkészítése. A gyárépületek egy része a Liebig Extract Meat Company tulajdona volt, ami 1865-től főleg marhahús konzerveket szállított az európai piacokra. Másik része a Anglo Meat Packing Plant vállalathoz tartozott, ami 1924-től már fagyasztott húst exportált. Az itt előállított termékek mennyisége világviszonylatban is jelentősnek számított. A gyár kialakításakor a kor jelentős német technikai eredményeit használták fel, és angol vállalkozók segítségét vették igénybe, hogy termékeiket eljuttassák a világpiacra, többek között az első és második világháborúban harcoló hadseregek számára. A védett épületek közül a legfontosabbak a hűtőraktár, és a magas, téglából rakott kémény, valamint a gyárépületek, a közeli kikötő és a munkások lakóhelyei. |                             |